# Vratné lahve
Vratné lahve (traducció literal: "envasos retornables") és una comèdia txeca de 2007 dirigida per Jan Svěrák. La pel·lícula és també l'última part de la "Triologia de l'edat", formada per les dos prèvies entregues Obecná škola (Escola primària, 1991) i Kolja (Kolya, 1996). En totes elles va ser Zdeněk Svěrák, el pare de Jan Svěrák, qui va escriure el guió i va interpretar el protagonista principal de les tres pel·lícules.
La pel·lícula, que es va estrenar el març de 2007 a les sales de cinema txeques, va participar en nombrosos festivals, va recollir diversos premis i és considerat "la pel·lícula txeca més exitosa de tots els temps". Va ser premiada amb el Premi del públic dels festivals de cinema a Karlovy Vary, Cottbus i Hamburg.

## Argument[calcitació]
Josef Tkaloun, un professor de literatura de 65 anys, està fart dels seus rebels alumnes i presenta la dimissió a l'escola. A casa, sol amb la seva esposa Eliška, s'avorreix i decideix buscar una nova feina. Després de fracassar en el seu primer intent, com a repartidor de correu amb bicicleta, Josef troba finalment una feina a la secció de recollida d'envasos retornables d'un supermercat. La feina esdevé de seguida el punt neuràlgic de la seva vida, al començar a relacionar-se i flirtejar amb els clients. És la manera que té d'evadir-se així de la seva avorrida vida amb un matrimoni que ha perdut tota il·lusió i encant. És aquesta desmoralitzadora situació la que provoca a Josef constants fantasies eròtiques en les quals apareixen velles amigues d'ell i clientes del supermercat. Per acabar-ho d'adobar, la seva filla li aporta encara més maldecaps en haver sigut abandonada pel seu marit, que l'ha deixada sola amb l'únic fill del matrimoni.
Josef intenta aparellar a la seva filla amb un ex-company de l'escola mentre s'adona que el seu propi matrimoni està a un pas de la deriva. De sobte Eliška, qui dona classes privades d'alemany, és venerada per un vell alumne, qui li fa tota una declaració d'amor. Josef esdevé aleshores gelós i decideix preparar una sorpresa a la seva esposa amb motiu del 40è aniversari del seu matrimoni: es tracta d'una excursió amb globus. La sorpresa, això no obstant, no es revela tal com Josef havia previst degut a un incident que provoca la pèrdua de control del globus, que s'eleva amb Josef i Eliška sols a la cabina. Ambdós volen junts sense rumb i cap a la deriva, i precisament aquesta situació de màxim perill serà la que farà reconciliar finalment a la parella, que aconsegueix maniobrar el globus i improvisar un aterratge d'emergència reeixit.